# Інститут виноградарства і виноробства «Магарач»
Інститут виноградарства і виноробства «Магара́ч» — науково-дослідницька установа з питань виноградарства і виноробства та виробниче підприємство Ялти, розташоване на вулиці Кірова, 31 (44°29′39″ пн. ш. 34°9′19″ сх. д. / 44.49417° пн. ш. 34.15528° сх. д.).

## Історія
Науковий центр був заснований на базі училища виноробства та дослідного виноградно-виноробного закладу, створених у 1828 році при Нікітському ботанічному саді та перетворених в подальшому в один із відділів саду.
1931 року відділ реорганізовано у Кримську зональну станцію виноробної промисловості, а 1940 року — у Всесоюзний науково-дослідний виноробства й виноградарства «Магарач», який став центральною дослідницькою установою СРСР з вивчення і координування основних питань виноробства і виноградарства. Інститут підпорядковувався Міністерству харчової промисловості СРСР та вирішував низку проблем народно-господарчого значення, які виконувались за завданнями Державного комітету з науки і техніки Ради Міністрів СРСР, Держплану СРСР, Академії наук СРСР, Ради економічної взаємодопомоги, координував найважливіші наукові роботи з виноробства СРСР. В рамках міжнародних угод інститут вів спільні дослідження з вченими Народної Республіки Болгарії, Чехословацької Соціалістичної Республіки, Угорської Народної Республіки, Соціалістичної Республіки Румунії, Франції.
1978 року Інститут нагороджений орденом Трудового Червоного Прапора. Того ж року на честь Інституту названий астероїд 4308 Маґарач головного поясу астероїдів.
З отриманням Україною незалежності у 1991 році — Інститут винограду і вина «Магарач» Національної академії аграрних наук України, а з 2014 року, після анексії Кримського півострова Росією — Всеросійський національний науково-дослідний інститут виноградарства і виноробства «Магарач» Російської академії наук.

### Науковці
В різний час в Інституті працювали відомі вчені Анастасій Сербуленко, Олександр Саломон, Михайло Ховренко, Сергій Охременко, Антон Фролов-Багрєєв, Михайло Щербаков, Михайло Герасимов, Микола Простосєрдов, Костянтин Попов, Микола Охременко, Олександр Преображенський, Василь Нілов, Михайло Лазаревський, Микола Папанов, Микола Бузін, Петро Благонравов, Олександр Негруль, Татеос Катарян, Микола Хількевич, Гліб Паламарчук, Мечислав Пелях, Артем Амірджанов, Надія Бур'ян, Герман Валуйко, Павло Голодрига, Олена Датунашвілі, Сергій Дженєєв, Микола Павленко, Олександр Скворцов та інші.

## Структура і наукова діяльність
Інститут має кілька дослідних господарств в Криму, які є своєрідними лабораторіями по вивченню і розведенню рідкісних і селекції нових сортів винограду. Серед них:
- Агрофірма «Магарач» у Ялті;
- Передгірне дослідне господарство в селі Віліному Бахчисарайського району;
- Кримська дослідна станція тютюнництва в селі Табачному Бахчисарайського району;
- Степове дослідне господарство в селі Дмитрівці Джанкойського району.

У структурі Інституту працюють відділи захисту і фізіології рослин; біологічно чистої продукції і молекулярно-генетичних досліджень; хімії і біохімії; агротехніки; мікробіології; раціонального розміщення багаторічних насаджень; селекції; генетики винограду; технології вин і коньяків; біологічно активних продуктів винограду; тютюнництва; аналітичних досліджень та інноваційних технологій; економіки; технічного обладнання; стандартизації, метрології і патентентних досліджень, низка лабораторій та секторів.
При інституті з 1952 року діє аспірантура, з 1988 року — докторантура, функціонує спеціалізована рада із захисту кандидатських і докторських дисертацій по виноградарству і технології продуктів бродіння, алкогольних і безалкогольних напоїв.
Основними напрямами роботи інституту є
- розробка прогресивних технологій виробництва вин і устаткування для виноробних підприємств;
- створення нових і поліпшення існуючих типів вина;
- виведення нових цінних столових і технічних сортів винограду;
- розробка прогресивних прийомів агротехніки виноградної лози;
- економічні дослідження в галузі виноградарства і виноробства;
- механізація і автоматизація виробничих процесів;
- створення на основі біологічно активних природних сполук винограду нових продуктів для медицини і харчування.

Серед відомих сортів винограду селекції Інституту — Первісток Магарача, Ювілейний Магарача, Антей магарацький, Подарунок Магарача.
Наукові розробки і продукція Інституту багаторазово відзначені нагородами на міжнародних, радянських та українських виставках і конкурсах. Вина «Мускат білий Магарач», «Бастардо магарацький», «Портвейн червоний Магарач», «Херес міцний Магарач», «Херес сухий Магарач», «Сердолік Тавріди», «Рубіновий Магарача», «Мадера альмінська», «Серсіаль», «Джаліта», «Пасхальне» та інші завойовували золоті, срібні та бронзові медалі.
Інститут видає наукові праці, зокрема видав:
- 10 томів «Ампелогафии СССР»;
- атлас «Лучшие сорта винограда СССР».

За участю співробітників Інституту підготовлена капітальна праця в трьох томах «Енциклопедія виноградарства».
Низка винаходів Інституту запатенована в США, Канаді, Мексиці, Японії, Італії.
При Інституті діє Музей виноградарства і виноробства, відкритий у 1965 році. Інститутом зібрана четверта у світі за величиною ампелографічна колекція, селекційний генофонд, колекція вин (22 500 пляшок), в якій зберігаються три пляшки вина «Мускат червоний Магарач», закладеного туди 1836 року і внесеного до Книги рекордів Ґіннеса, як найстаріше російське вино. Діє галузева науково-технічна бібліотека з фондом зберігання понад 110 000 друкованих одиниць виноградно-виноробної літератури. Інститут має півмільйонний патентний фонд та найбільшу колекцію винограду, що містить понад 3 300 зразків сортів та форм.